# 孙发京
孙发京（1996年10月3日—）是一名中國男網球運動員，在2020年2月10日取得個人單打排名新高的351名，而最高雙打排名則是171名，在2019年10月14日取得。
2016年成都网球公开赛，他獲得外卡首次巡打ATP巡迴賽雙打賽事，拍擋為何叶聪，但在首輪輸給雷文·克拉森和拉傑夫·拉姆而出局。2017年他夥拍特日格乐參加同樣賽事，同樣首輪出局。2018年深圳网球公开赛，他夥拍张之臻參加雙打賽事，同樣又要第一輪出局。2019年成都网球公开賽，他取得外卡參加雙打，拍擋為王傲然，亦同樣地第一輪不敵多米尼克·英格洛特和奧斯汀·克拉吉塞克。

## 巡迴賽決賽及冠軍

### 雙打
| 賽事          |
| ------------- |
| 大滿貫 (0)    |
| ATP大師賽 (0) |
| ATP巡迴賽 (0) |
| 挑戰賽 (2)    |

| 賽果 | 日期       | 類型   | 巡迴賽   | 地面 | 拍擋 | 對手                              | 比分                  |
| ---- | ---------- | ------ | -------- | ---- | ---- | --------------------------------- | --------------------- |
| 冠軍 | 2019年10月 | 挑戰賽 | 中國蘇州 | 硬地 | 高鑫 | 公茂鑫 张择                       | 7–6(7–5), 4–6, [10–7] |
| 冠軍 | 2019年9月  | 挑戰賽 | 中國上海 | 硬地 | 高鑫 | 马克·波爾曼斯 斯科特·普奥齐乌纳斯 | 2–6, 6–4, [10–7]      |

## 外部連結
- 孙发京（英文/西班牙文）的官方資料